# 安东尼奥·卡罗·马丁内斯
安东尼奥·卡罗·马丁内斯（西班牙語：Antonio Carro Martínez，1923年5月3日—2020年4月10日），西班牙政治人物，曾任众议院第二副议长。

## 生平
1923年生于卢戈。毕业于圣地亚哥-德孔波斯特拉大学法学专业，获马德里中央大学法学博士学位。1960年10月至1969年11月，担任内政部技术总干事。1967年7月至1969年12月，担任地区行政研究所所长。1974年1月至1975年12月，担任政府办公厅主任。西班牙民主转型时期，当选众议院议员。1982年至1989年，担任众议院第二副议长。
2020年4月10日逝世。